# 我是布萊克
《我是布萊克》（英語：I, Daniel Blake） 是一部2016年肯·洛區执导的英国劇情片，保罗·莱弗蒂编剧，赢得第69届坎城影展金棕榈奖，成为肯·洛區继2006年的《吹動大麥的風》后又一次斩获此项大奖的电影。赢得英国电影学院奖最佳英国电影和第42屆凱薩獎最佳外国片。

## 剧情
59岁的英格兰木匠布莱克还未到退休年龄并患有心脏病，处于临时失业状态的他为了维持生计需要申请得到一份失业津贴，可是却没有获批，他也因此处于政府社会福利和官僚机构之间，被当成皮球一样踢来踢去。他努力克服這些繁文縟節，並争取得到一些援助。同时他认识了一位带有两个孩子的女子凱蒂，凱蒂跟布莱克处于相似处境，需要社会福利的救助并争取尽快找到工作以解决生活困境。

## 角色
- 戴夫·約翰斯 - 丹尼爾．布萊克
- 海莉·斯誇爾斯 - 凱蒂
- 米奇·麥格雷戈 - 伊万
- 斯蒂芬·坎貝爾 - 拆除人

## 制作
2015年10月在泰恩河畔纽卡斯尔及其周边开拍。導演洛區透過寫實派手法，關照著低階層的生活狀態，反映英國社會福利制度的批判、官員的冷漠與僵化。導演洛區曾說過：「我們得帶來希望的訊息，我們得說世界還有其他可能性，另一種世界是可能且必要的。」，這部影片為社會底層的民眾發聲，不僅挑戰政府機構的極限，也打破一般人對於領取救助金的偏見，更引出社會底層人物的無奈。還有導演曾對記者說過：「更糟的是，為了減少補助金的發放，而給工作人員制定懲罰人數指標。並培訓他們如何應對處理那些『潛在的自殺者』」。

## 评价
影片在2016年第69屆戛纳影展的场刊综合评分仅有2.4分（满分4分），排名第11位，因此在闭幕的颁奖礼上，頒獎之前不被媒体看好會贏得獎項，不少媒体对本片赢得金棕榈奖出乎意料之外，當時現場聽到本片赢得金棕榈奖而剎時萬籟俱靜，獲得的掌聲寥寥無幾。然而，這部影片由于關注歐洲底層的民眾令觀眾產生情感起伏高潮的共鳴。

## 奖项
第70届英国电影学院奖
- 最佳影片提名
- 最佳英国电影
- 最佳导演提名：肯·洛奇
- 最佳女配角提名：海莉·斯奎尔斯
- 最佳原创剧本提名：	保罗·莱弗蒂